# Celloconcert (Chatsjatoerjan)
Aram Chatsjatoerjan voltooide zijn enige Celloconcert (Russisch: Концерт для виолончели с оркестром, Kontsert dlya violoncheli s orkestrom) in 1946.

## Concert
Chatsjatoerjan had echter al eerder plannen voor een celloconcert, al in de periode dat hij zelf nog student cello was aan het Gnessin Staatsacademie voor Muziek. Het zou er uiteindelijk na de Tweede Wereldoorlog van komen, zomer 1946. Het was zijn derde concerto voor drie belangrijke solisten van een bekend Russisch pianotrio bestaande uit Lev Oborin (piano), David Oistrach (viool) en Svatoslav Knoesjevitsky (cello). Die laatste gaf dan ook de eerste uitvoering op 30 oktober 1946, plaats van handeling was de grote zaal van het Conservatorium van Moskou; algehele leiding was in handen van Aleksandr Gaoek. Het bleef door de jaren heen in de schaduw staan van het piano- en Vioolconcert, zowel in uitvoeringen als in opnamen. Toch waren er in 2022 ongeveer vijftien verschillende in omloop. Dit vindt deels haar basis in de verbanning van de muziek van Chatsjatoerjan in 1948, bekend als Zjdanovdoctrine; het zou te modern zijn en niet geschikt voor het “gewone volk”.
Het werk kwam in drie delen in de standaardopzet van snel-langzaam-snel:
1. Allegro moderato (maatslag 88) - Meno mosso (maatslag 63-66) – Piu mosso – Poco piu mosso – Cadenza - A tempo – Allegro vivace (maatslag 138-152)
2. Andante sostenuto (maatslag 5-63) (attaca)
3. Allegro a battuta (maatslag 108-112) – poco piu mosso- maestoso

Het werk is doorspekt van volksmuziek uit de Kaukasus (meest hoorbaar in deel 2 met dudukachtige klanken) en zou ook beïnvloed zijn door die Tweede Wereldoorlog (het pianoconcert was er al in 1936; het vioolconcert in 1940). Net als in zijn viool- en fluitconcert staat de cadenza voor de solist op een “vreemde plek”, middenin deel 1.
Van het werk is een arrangement voor cello en piano.

## Orkestratie
- 2 dwarsfluiten, 2 hobo's, 3 klarinetten (III ook basklarinet), 2 fagotten
- 4 hoorns, 2 trompetten
- pauken, percussie, harp
- violen, altviolen, celli, contrabassen